# Pellenes nigrociliatus
Pellenes nigrociliatus là một loài nhện trong họ Salticidae.
Loài này thuộc chi Pellenes. Pellenes nigrociliatus được Eugène Simon miêu tả năm 1875.

## Hình ảnh

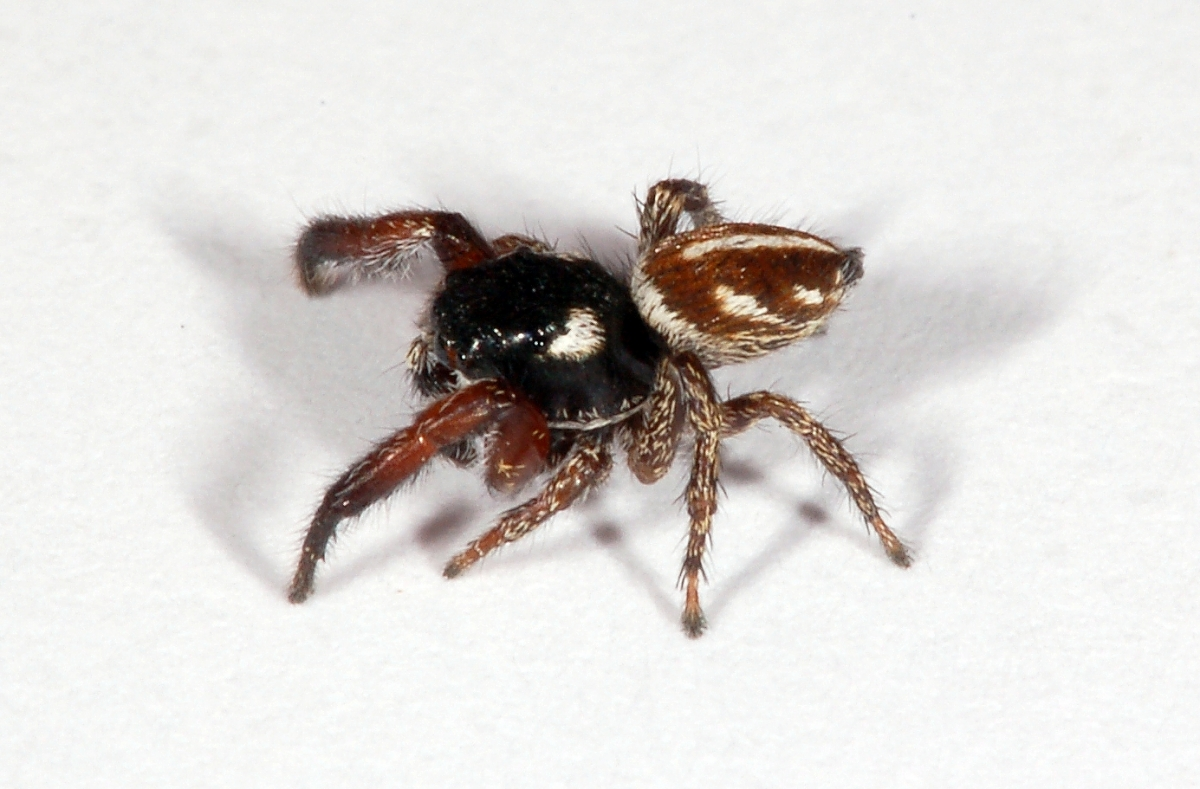
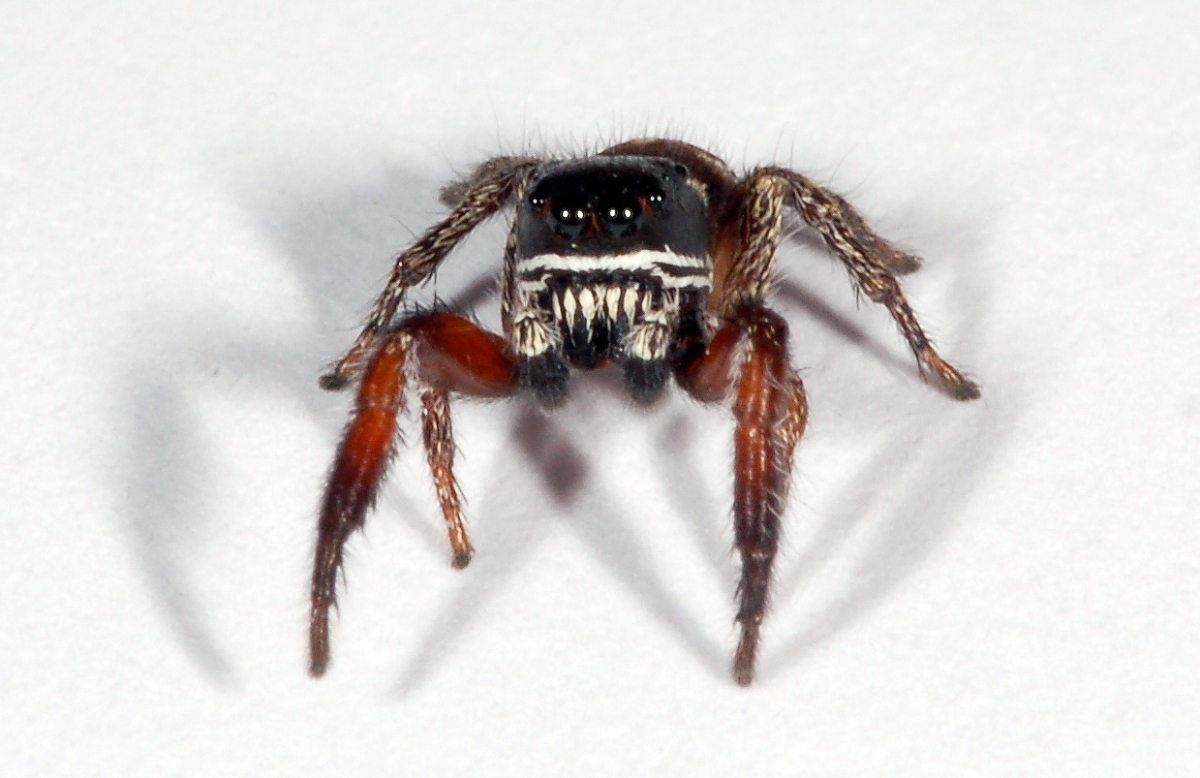